# Santísima Trinidad

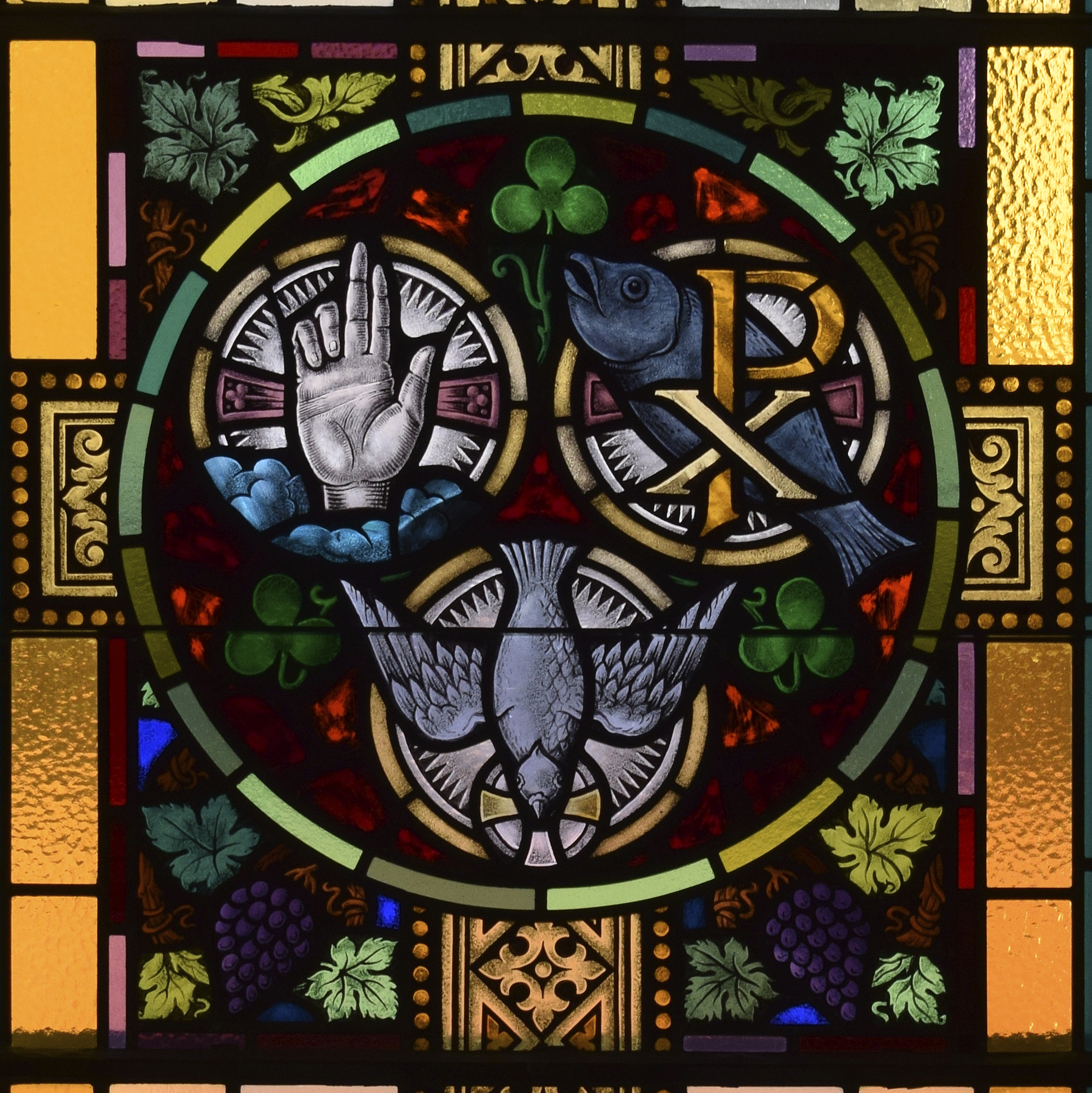
Símbolo de la Santísima Trinidad; cada elemento representa a un componente de la tríada divina: la Mano representa a Dios Padre, el pez (o Ichthys) representa a Dios Hijo, y la paloma al Espíritu Santo (Altar de Nuestra Señora del Rosario, Iglesia de San Patricio, Merlin, Ontario, Canadá)

La Santísima Trinidad es la doctrina central sobre la naturaleza de Dios, que lo define como un ser único en tres personas distintas: el Padre, el Hijo y el Espíritu Santo. Estas tres personas divinas o hipóstasis son coeternas y consustanciales, lo que significa que comparten la misma sustancia. 
Esta creencia es aceptada por la mayoría de las confesiones cristianas. Algunas confesiones minoritarias, como las iglesias unitarias, los testigos de Jehová, los pentecostales unicitarios y las iglesias binitarias, rechazan esta creencia. 
Más allá del cristianismo, en otra fe también monoteísta, el Corán islámico menciona la Trinidad y se muestra contrario a ella.

## Antecedentes
Teófilo de Antioquía usó la palabra griega τριάς trias (tríada) en su obra Ad Autolycum (h. 180 d. C) para referirse a Dios, su Verbo (Logos) y su Sabiduría (Sophia). En el año 215 d. C. Tertuliano fue el primero en usar el término «Trinidad» (Trinitas); en uno de sus escritos polémicos dirigidos contra Práxeas, un seguidor de la doctrina cristiana conocida como «monarquianismo», Adversus Praxeam II, dijo que «los tres son uno, por el hecho de que los tres proceden de uno, por unidad de substancia».
La fórmula fue adquiriendo forma con el paso de los años y fue establecida definitivamente en el siglo IV. La definición del Concilio de Nicea (325), sostenida desde entonces con mínimos cambios por las principales denominaciones cristianas, fue la de afirmar que el Hijo era consustancial (ὁμοούσιον, homousion, literalmente ‘de la misma sustancia’) al Padre. Esta fórmula fue cuestionada y la Iglesia pasó por una sucesión de debates y conflictos hasta que la «fe de Nicea» fue reafirmada en Constantinopla en 381.

## Concilios
En el Primer Concilio de Nicea (325) toda la atención se centró en la relación entre el Padre y el Hijo, y fue redactado el credo niceno incluso mediante el rechazo de algunas frases típicas arrianas mediante algunos anatemas anexados al credo; sin hacer ninguna afirmación similar acerca del Espíritu Santo.[cita requerida]

Creemos en un solo Dios, Padre todopoderoso, creador de todas las cosas visibles e invisibles; y en un solo Señor Jesucristo, el Hijo de Dios; unigénito nacido del Padre, es decir, de la sustancia del Padre; Dios de Dios, luz de luz, Dios verdadero de Dios verdadero; engendrado, no creado; de la misma naturaleza del Padre; por quien todo fue hecho: tanto lo que hay en el cielo como en la tierra; que por nosotros, los hombres, y por nuestra salvación bajó y se encarnó, se hizo hombre, padeció y resucitó al tercer día, (y) subió a los cielos, vendrá a juzgar a vivos y muertos; y [creemos] en el Espíritu Santo. Y a los que dicen: hubo un tiempo en que no existió [el Hijo]; antes de ser engendrado no existió; fue hecho de la nada o de otra hipóstasis o naturaleza, pretendiendo que el Hijo de Dios es creado y sujeto de cambio y alteración, a éstos los anatematiza la santa Iglesia católica apostólica.
Credo Niceno

Pero, en el Primer Concilio de Constantinopla (381) se indicó que el Espíritu Santo es adorado y glorificado junto con Padre y el Hijo (συμπροσκυνούμενον καὶ συνδοξαζόμενον), sugiriendo que era también consustancial a ellos, redactando así el Credo niceno-constantinopolitano.

Creemos en un solo Dios, Padre todopoderoso, Creador del cielo y de la tierra, de todo lo visible y lo invisible; y en un solo Señor, Jesucristo, el unigénito de Dios, nacido del Padre antes de todos los siglos, luz de luz, Dios verdadero de Dios verdadero; engendrado, no creado, consustancial con el Padre, por quien todo fue hecho; que por nosotros los hombres y por nuestra salvación bajó del cielo y se encarnó por obra del Espíritu Santo y de María la Virgen y se hizo hombre; por nuestra causa fue crucificado en tiempo de Poncio Pilato y padeció y fue sepultado, y resucitó al tercer día según las Escrituras y subió al cielo; y está sentado a la derecha del Padre; y de nuevo vendrá con gloria, para juzgar a vivos y muertos, y su reino no tendrá fin. Y en el Espíritu Santo, Señor y dador de vida, que procede del Padre; que con el Padre y el Hijo recibe una misma adoración y gloria, que habló por los profetas. En una Iglesia santa, católica y apostólica. Confesamos un solo bautismo para la remisión de los pecados. Esperamos la resurrección de los muertos y la vida del mundo futuro. Amén.
Credo Niceno-Constantinopolitano

Esta doctrina fue posteriormente ratificada por el Concilio de Calcedonia (451), sin alterar la sustancia de la doctrina aprobada en Nicea.
A finales del siglo VI algunas iglesias de habla latina agregaron las palabras "y del Hijo" (Filioque) en la descripción de la procesión del Espíritu Santo, ya que las palabras no fueron incluidas en el texto del credo ni por el Concilio de Nicea ni por el de Constantinopla. Esto se incorporó a la práctica litúrgica de Roma en 1014. Con el tiempo, la cláusula Filioque se convirtió en una de las principales causas del Cisma de Oriente y Occidente en 1054 y en los fracasos de los repetidos intentos de unión.
Según el XI Concilio de Toledo (675) el Padre, el Hijo y el Espíritu Santo son iguales en cuanto a su naturaleza o sustancia, pero son distintas en cuanto a la distinción de personas:

Porque cuando decimos: el que es el Padre no es el Hijo, nos referimos a la distinción de personas, pero cuando decimos: el Padre es lo que el Hijo es, el Hijo, lo que es el Padre, y el Espíritu Santo lo que es el Padre y el Hijo, esto se refiere claramente a la naturaleza o sustancia.

El Cuarto Concilio de Letrán (1215) agrega:

En Dios solo hay una Trinidad, ya que cada una de las tres personas es esa realidad, es decir, sustancia, esencia o naturaleza divina. Esta realidad no engendra ni se origina; el Padre engendra, el Hijo es engendrado y el Espíritu Santo procede. Por lo tanto, hay una distinción de personas pero una unidad de naturaleza. Aunque, por lo tanto, el Padre es una persona, el Hijo otra persona y el Espíritu Santo otra persona, no son realidades diferentes, sino que lo que es el Padre es el Hijo y el Espíritu Santo, todos iguales, por lo tanto, según la fe ortodoxa y católica, se cree que son consustanciales.

## Antecedentes bíblicos

Gráfica ilustrativa del concepto de la Trinidad

En la Biblia se encuentran alusiones tanto al Padre como al Hijo y al Espíritu Santo que se han presentado como menciones implícitas de la naturaleza de Dios.
Hay diversas citas del Antiguo Testamento en las que aparecen referencias a Dios en plural.

### Fórmula trinitaria
La fórmula trinitaria aparece en el bautismo en el nombre del Padre y del Hijo y del Espíritu Santo (Mateo 28:19)
El apóstol Pablo cerró una de sus epístolas diciendo: «La gracia del Señor Jesucristo, el amor de Dios y la comunión del Espíritu Santo sean con todos vosotros» (2 Co 13:14).
La Primera epístola de Juan (en versiones bíblicas que contienen la coma joánica) afirma: «Porque tres son los que dan testimonio en el cielo: el Padre, el Verbo y el Espíritu Santo; y estos tres son uno». (1 Juan 5:7).

## Fuentes posteriores

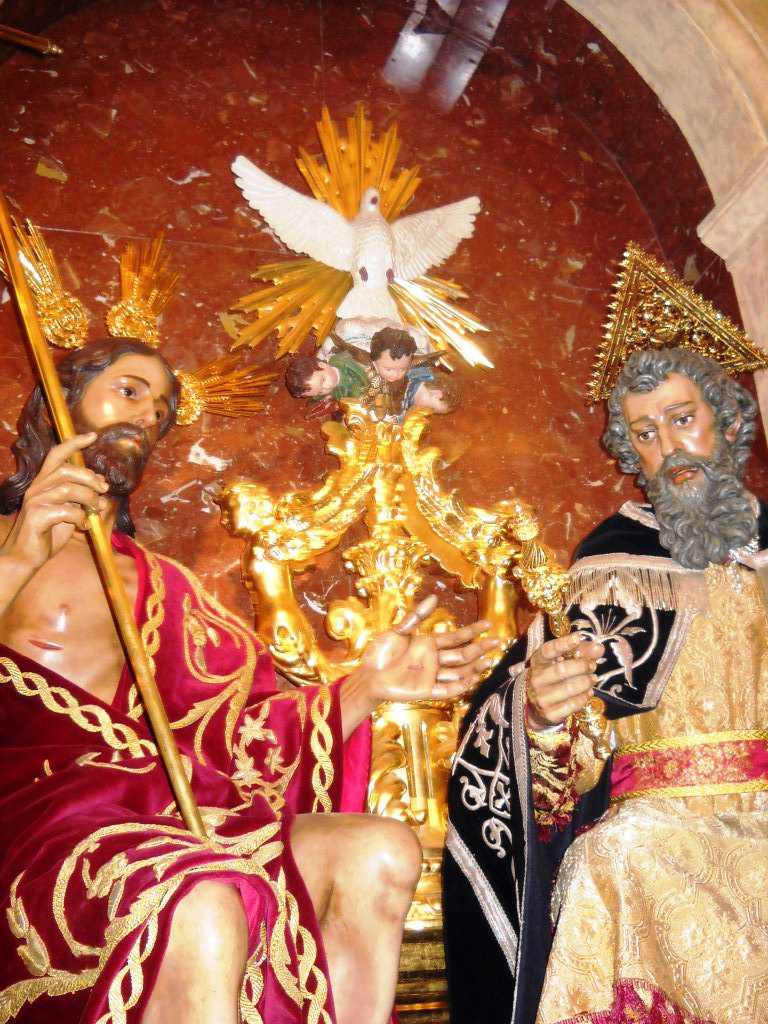
Santísima Trinidad, titular de la Hermandad de la Trinidad (Sevilla), que procesiona por las calles de Sevilla en la tarde del Sábado Santo.

## Personas de la Trinidad

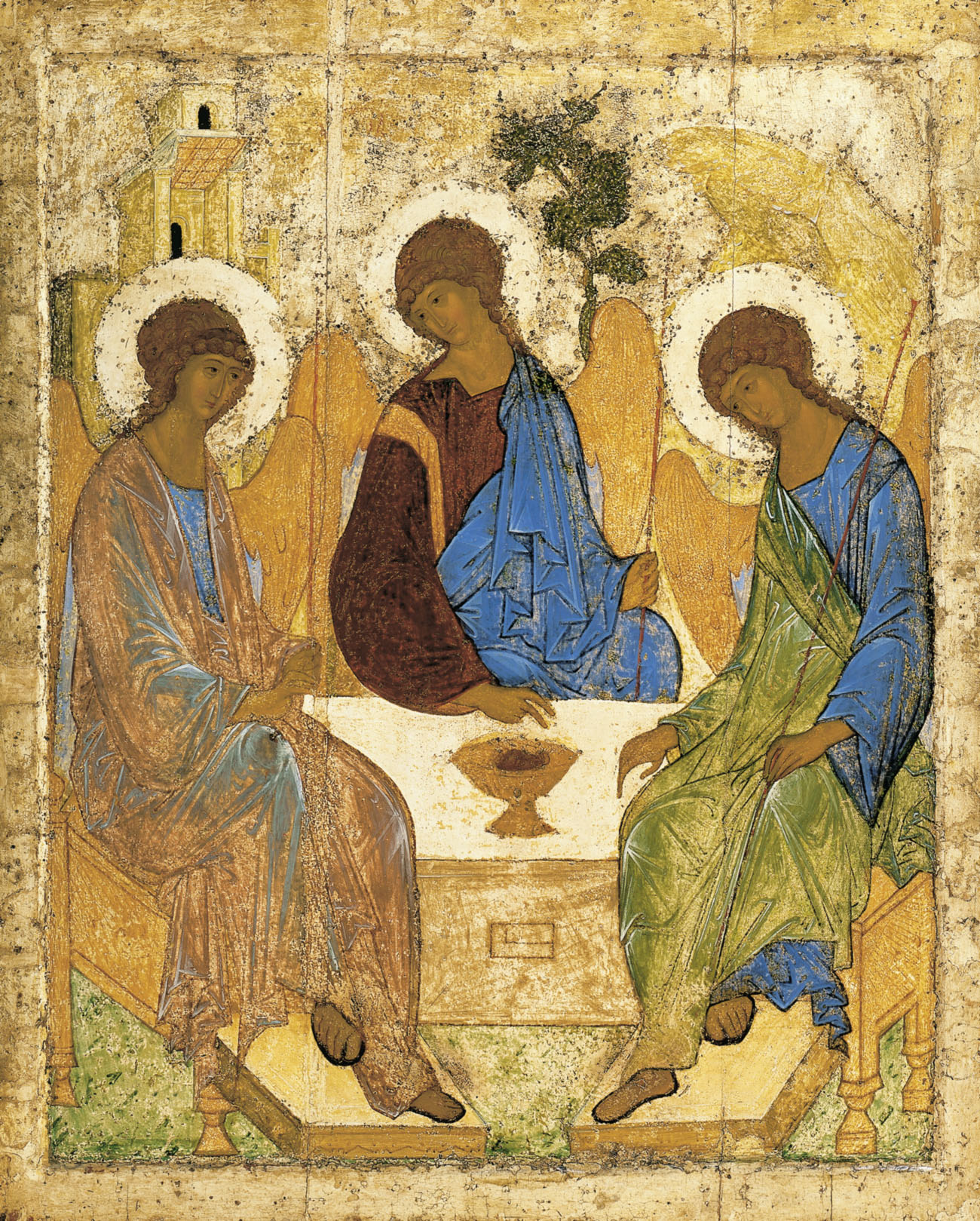
La Trinidad, del pintor ruso Andréi Rubliov a principios del siglo XV. Es la representación de los tres ángeles que visitaron a Abraham en la encina de Mambré y que es interpretada como un ícono de la Santísima Trinidad.